# پنتاکلروبنزن
پنتاکلروبنزن (به انگلیسی: Pentachlorobenzene) یک ترکیب شیمیایی با شناسه پاب‌کم ۱۱۸۵۵ است. شکل ظاهری این ترکیب، بلورهای سفید یا بی‌رنگ است.